# Virtuell bild

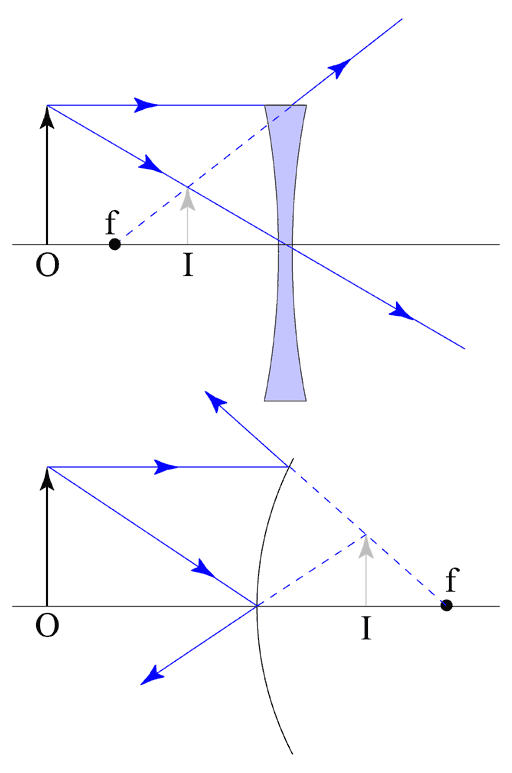
Överst: Hur en virtuell bild skapas med en konkav lins. Nederst: Hur en virtuell bild skapas med en konvex spegel. I båda diagrammen är f fokalpunkt, O är objektet och I är bilden, visad i grått. Heldragna blå linjer visar ljusstrålarna. Av bilden kan utläsas att ljusstrålarna tycks uppstå från den virtuella bilden men existerar inte i verkligheten i positionen för den virtuella bilden. Därför kan ingen bild uppstå om man placerar en skärm i den virtuella bildens position.

Virtuell bild är en term som används inom optiken och fysiken. Det är en representation av ett verkligt objekt (källa) som bildas av divergerande ljusstrålar vilka tycks uppstå från bilden, men i verkligheten inte sammanstrålar vid den positionen. En observatör som är placerad där en virtuell bild uppträder kan inte "se" bilden i verkligheten, bilden kan inte heller avbildas på en skärm i den punkten.
Exempelvis bildar en plan eller konvex spegel en virtuell bild bakom spegeln. Fastän ljusstrålarna verkar komma från en punkt bakom spegeln, sprids och existerar ljuset från källan endast framför spegeln.